# Tomosvaryella floridensis
Tomosvaryella floridensis är en tvåvingeart som beskrevs av Hardy 1940. Tomosvaryella floridensis ingår i släktet Tomosvaryella och familjen ögonflugor.
Artens utbredningsområde är Florida. Inga underarter finns listade i Catalogue of Life.